# 張玘 (天順八年進士)
張玘（1438年—？），字廷玉，直隸吳縣人，明朝政治人物。

## 生平
順天鄉試第五十九名。天順八年（1464年）甲申科會試第九十一名，殿試登進士第三甲第三十二名。成化末，累官山東副使，陞按察使。弘治元年（1488年），坐公廨失火逮問。

## 家族
曾祖父張彥真。祖父張以勗。父亲張德崇。